# 決まり文句
決まり文句（きまりもんく）とは、内容がだいたい決まっているフレーズ（定例句）、またネガティブな文脈ではクリシェ（常套句）と言われる日常言語の俗称。さまざまな場面で使われる。

## 用例
1. 他人へのワンパターンなセリフ。口癖。
2. 冠婚葬祭で使われる定例のあいさつ。例（「本日はお日柄もよく…」「ご多忙の最中ご来場有難う御座います」など）
3. マニュアルによって定められた接客言葉。
4. あらかじめ定められた表示メッセージ。
5. 念仏、呪文

## 備考
日常生活ではコンビニエンス事業従事者や、人気シリーズの映画上映などの環境で、こうした言語を耳にするパーセンテージが高い。個人差こそあるが、概ね送受信者間で好意的な結果が得られるとされる。